# Vát, Vas
Vát  este un sat în districtul Szombathely, județul Vas, Ungaria, având o populație de 701 locuitori (2011). 

## Demografie
Componența etnică a satului Vát
     Maghiari (99,49%)
     Germani (0,51%)
Componența confesională a satului Vát
     Romano-catolici (75,18%)
     Fără religie (1,14%)
     Necunoscută (23,68%)
Conform recensământului din 2011, satul Vát avea 701 locuitori. Din punct de vedere etnic, majoritatea locuitorilor (99,49%) erau maghiari.  Din punct de vedere confesional, majoritatea locuitorilor (75,18%) erau romano-catolici, cu o minoritate de persoane fără religie (1,14%). Pentru 23,68% din locuitori nu este cunoscută apartenența confesională.